# Araneus novaepommerianae
Araneus novaepommerianae là một loài nhện trong họ Araneidae.
Loài này thuộc chi Araneus. Araneus novaepommerianae được Embrik Strand miêu tả năm 1913.